# Márcio Fernandes
Márcio Fernandes Figueiredo (Santos, 24 marzo 1962) è un allenatore di calcio ed ex calciatore brasiliano, di ruolo attaccante, tecnico del CSA.

## Palmarès

### Giocatore
- Campionato paulista: 1

Santos: 1978
- Campionato Paraense: 1

Paysandu: 1981

### Allenatore
- Campeonato Paulista Segunda Divisão: 1

Jabaquara: 2002
- Campeonato Paulista Série A3: 1

Red Bull Brasil: 2010
- Campionato Brasiliense: 1

Brasiliense: 2013
- Campeonato Goiano Segunda Divisão: 1

Vila Nova: 2015
- Campeonato Brasileiro Série C: 2

Vila Nova: 2015, 2020
- Campionato Paraense: 1

Remo: 2019
- Copa Verde: 1

Paysandu: 2022